# Alice Pestana

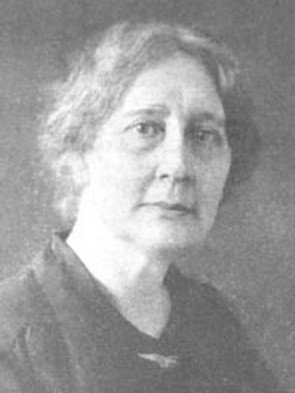
Alice Pestana, ca. 1910

Alice Evelina Pestana Coelho (* 7. April 1860 in Santarém; † 24. Dezember 1929 in Madrid) war eine portugiesische Journalistin, Pädagogin an der Institución Libre de Enseñanza und Feministin. Sie war Mitgründerin der Liga Portuguesa da Paz im Jahr 1899, die als erste feministische Organisation in Portugal gilt.

## Leben
Geboren als Maria war Pestana die Tochter von Matilde Soares Pestana und Eduardo Augusto Villar Coelho. Die Mutter starb bei der Geburt des Bruders José Eduardo, als sie fünf Jahre alt war. Der Vater heiratete neun Jahre später erneut und sie und ihre Geschwister wurden von der Großmutter mütterlicherseits aufgezogen, von der sie später den Nachnamen Pestana übernahm.
Sie wurde von englischen Lehrern unterrichtet und lernte mehrere Sprachen (Spanisch, Französisch und Englisch), Klavier und Gesang. Sie begann als Journalistin bei den Lissabonner Zeitungen The Financial and Mercantil Gazette und O Espectro da Granja. Zwischen 1888 und 1893 reiste sie durch Europa und schrieb Kurzgeschichten, Romane, Essays und Artikel. Im Jahr 1892 präsentierte sie die Abhandlung O que deve ser a instrução secundária da mulher? („Wie sollte die weiterführende Schulbildung für Frauen aussehen?“) auf dem Congresso Pedagógico Hispano-Português-Americano, der damals mit der Vierhundertjahrfeier der Entdeckung Amerikas zusammenfiel.
Sie trat der von José Pessanha gegründeten Sociedade Altruista („Altruistische Gesellschaft“) bei, einer Vereinigung, die sich für Frauen, Kinder und den moralischen Fortschritt der Menschheit einsetzte und aus der 1899 die Liga Portuguesa da Paz hervorging, deren erste Präsidentin Pestana wurde.
1890 machte Bernardino Machado sie bei einem Besuch in Lissabon mit Francisco Giner de los Ríos bekannt. Bei diesem Treffen lernte sie auch ihren zukünftigen Ehemann, Pedro Blanco Suárez, kennen, den sie am 5. Januar 1901 in Lissabon heiratete und mit dem sie dann nach Madrid zog, wo sie bis zu ihrem Tod lebte.
Im Jahr 1914 erhielt sie eine Stelle als Französischlehrerin an den Erwachsenenschulen der Institución Libre de Enseñanza. Im selben Jahr, während der gerade ausgerufenen Ersten Portugiesischen Republik, erhielt Pestana ein Stipendium der Junta para Ampliación de Estudios, um einen technischen Bericht über den Fortschritt der republikanischen Bildungsvorschläge in Portugal zu verfassen. Das Ergebnis dieser Reise war das Buch La educación en Portugal, das 1915 veröffentlicht wurde. Als ein Jahr später das Patronato del niño delincuente gegründet wurde, wurde sie zur Sekretärin der Organisation ernannt, ein Amt, das sie bis zu deren Ende im Jahr 1925 innehatte.
Im Jahr 1922 hatte Alice Pestana die ersten Symptome einer Nervenkrankheit erlitten. Sie starb bettlägerig am 24. Dezember 1929. Sie ist auf dem Cementerio civil de Madrid beerdigt.
Alice Pestana fügt sich in eine Reihe intellektueller Frauen in Portugal ein, zu denen Carolina Michaëlis de Vasconcelos, Adelaide Cabete, Maria Clara Correia Alves, Beatriz Pinheiro, Ana de Castro Osório, Albertina Paraíso, Carolina Beatriz Ângelo, Maria Olga de Moraes Sarmento da Silveira oder Virgínia Quaresma (1882–1973) gehörten, die am Anfang des 20. Jahrhunderts republikanisches und feministisches Ideengut in die Gesellschaft einbrachten.

## Werke (Auswahl)
Pestana schrieb Fachbeiträge unter ihrem eigenen Namen, alles andere, darunter Romane, Essays, Kurzgeschichten und sechs Theaterstücke, unter dem Pseudonym „Caiel“:
Fachbeiträge
- O que deve ser a instrucção secundaria da mulher? (Beitrag zum Congresso Pedagógico Hispano-Portuguez-Americano), Estereotypia Moderna, Lissabon 1892.
- Relatorio de uma visita de estudo a estabelecimentos de ensino profissional do sexo feminino no estrangeiro, Imprensa Nacional, Lissabon 1893 (online).
- La femme et la paix. Appel aux mères portugaises (Beitrag zur Sociedade de Geographia anlässlich des 400. Jahrestages der „Entdeckung“ Indiens), Imprensa Nacional, Lissabon 1898.
- La educacion en Portugal, Junta para Amparo de Estudios y Investigaciones Científicas, Madrid 1915 (online).
- El protectorado del niño delincuente (un ensayo de educacion correccional), Impresa de J. Cosano, Madrid 1935 (online).
- Übersetzung aus dem Englischen: Laura Brackenbury: La enseñanza de la Gramatica, Ediciones de la Lecture, Lissabon ca. 1908 (online).

Unter dem Pseudonym „Caiel“
- Ás mães e ás filhas. Contos, Parceria Antonio Maria Pereira, Lissabon 1886.
- Amor à antiga, 2 Bände, Parceria Antonio Maria Pereira, Lissabon 1894.
- A filha do João do Outeiro, Parceria Antonio Maria Pereira, Lissabon 1894 (online).
- Madame Renan, Imprensa Nacional, Lissabon 1896.
- Genoveva Montanha, Companhia Nacional Editora, Lissabon 1897 (spanische Ausgabe Libreria de Fernando Fé, Madrid 1901).
- Primeiras leituras, Parceria Antonio Maria Pereira, Lissabon 1899.
- Commentarios á vida, Parceria Antonio Maria Pereira, Lissabon 1900.
- O tio Victorino. Novella dedicada ás creanças portuguezas em commemoração da festa nacional do quarto centenario da India, Parceria Antonio Maria Pereira, Lissabon 1900 (online).
- Testamento de mãe. Novella, Parceria Antonio Maria Pereira, Lissabon 1900 (online).
- Desgarrada, Parceria António Maria Pereira, Lissabon 1902 (online).
- De longe. Contos, Parceria Antonio Maria Pereira, Lissabon 1904.
- Retalhos de Verdade, Parceria Antonio Maria Pereira, Lissabon 1908 (online).
- Übersetzung aus dem Spanischen: Francisco Acebal: Dolorosa, Parceria Antonio Maria Pereira, Lissabon 1905 (online).
- Drama: Primeira agonia, Dramatische Szene in einem Akt, Aufführung im Teatro Nacional D. Maria II am 13. Januar 1900.